# Tsrnitchani
Tsrnitchani (en macédonien Црничани) est un village du sud-est de la Macédoine du Nord, situé dans la municipalité de Doïran. Le village comptait 221 habitants en 2002.

## Démographie
Lors du recensement de 2002, le village comptait :
- Macédoniens : 189
- Serbes : 29
- Autres : 3